# Хуан Крісостомо Фалькон
Хуан Крісостомо Фалькон-і-Саварсе (ісп. Juan Crisóstomo Falcón; 27 січня 1820 — 29 квітня 1870) — президент Венесуели у 1863—1868 роках.
Член Ліберальної партії. Спочатку зайняв пост глави держави як лідер повстанського руху в серпні 1859 року, проте повстання невдовзі було придушено. Також займав пост президента на легітимних засадах з 1863 до 1868 року. Окрім того, 1865 року його було усунуто від влади на короткий термін.
1863 року, за часів правління Фалькона, Венесуела стала першою країною, яка цілковито відмовилась від смертної кари за всі види злочинів, в тому числі й проти держави.
Після завершення свого президентського терміну Фалькон емігрував до Європи. Помер на Мартиніці 1870 року від раку.
Його ім'ям названо штат, де він народився.